# Gymnocarpos salsoloides
Gymnocarpos salsoloides är en nejlikväxtart som beskrevs av Philip Barker Webb och Christ. Gymnocarpos salsoloides ingår i släktet Gymnocarpos och familjen nejlikväxter. Inga underarter finns listade i Catalogue of Life.